# Liolaemus uptoni
Liolaemus uptoni este o specie de șopârle din genul Liolaemus, familia Tropiduridae, descrisă de Scolaro și José Miguel Cei în anul 2006. Conform Catalogue of Life specia Liolaemus uptoni nu are subspecii cunoscute.